# Azeta fusilinea
Azeta fusilinea är en fjärilsart som beskrevs av Walker 1858. Azeta fusilinea ingår i släktet Azeta och familjen nattflyn. Inga underarter finns listade i Catalogue of Life.